# Anne-Thérèse de Marguenat de Courcelles
Anne-Thérèse de Marguenat de Courcelles, per matrimoni madame de Lambert, marquesa de Saint-Bris, generalment anomenada marquesa de Lambert (París, 25 de setembre de 1647-ibidem, 12 de juliol de 1733), va ser una dona de lletres i salonnière francesa; el seu saló literari fou el més important i influent del seu temps.
Sota la Regència, quan la cort de la duquessa de Maine, al castell de Sceaux, es divertia amb frivolitats i quan la del duc d'Orleans, en el Palais-Royal, es dedicava a la depravació, el saló de la marquesa de Lambert va ser el temple del decòrum i el bon gust, una reacció contra el cinisme i la vulgaritat del seu temps. Per a la gent culta de l'època, era un veritable honor ser admesa en el seu famós «dimarts», en què encara es respirava l'esperit de la dignitat i el bon gust del Gran Segle.

## Biografia
Era l'única filla d'Étienne de Marguenat, senyor de Courcelles, i la seva esposa, Monique Passart, però el 1650 va perdre eal seu pare, mestre comptador a la Cambra de Comptes de París, quan només tenia tres anys. Va ser criada per la seva mare, coneguda pels seus costums lleugers, i el seu segon marit, el poeta François Le Coigneux de Bachaumont, que li va inculcar l'amor per la literatura i una filosofia centrada en l'escepticisme. «Tot jove –va escriure al seu amic Fontenelle– s'oculta sovint als plaers de la seva edat per a anar a llegir per si mateix, i ella es va acostumar per tant motu proprio a fer extractes del que més la impressionava; i això eren, o ben agudes reflexions sobre el cor humà, o bé trucs de l'expressió enginyosa, però més sovint les reflexions».
El 22 de febrer de 1666 es va casar amb Henri de Lambert, marquès de Saint-Bris, un oficial distingit que aviat seria ascendit a tinent general i a governador de Luxemburg. La seva unió va ser molt feliç i van tenir dos fills: un nen, Henri François, marquès de Saint-Bris i governador de la ciutat d'Auxerre, i una nena, María Teresa, pel seu matrimoni comtessa de Saint-Aulaire; per a cadascun d'ells va escriure un tractat educatiu. La marquesa de Lambert va enviduar el 1686 i va criar tots dos fills encara jove, havent de seguir un judici llarg (més d'una dècada i mitja va durar) i dolorós contra la seva família política per a salvar la seva fortuna, però al final es va sentenciar molt favorablement per a ella.

## El seu saló literari
En 1698 va llogar la meitat nord de l'hotel de Nevers, situat al carrer de Richelieu, a la cantonada del carrer de Colbert. I a partir de 1710, en un bell saló decorat per Robert de Cotte, va crear el seu famós saló literari, que havia de durar fins que va morir, el 1733. Segons el seu amic, l'abat Louis Barbier de la Rivière, se «li va donar per encapritxar-se de l'enginy […] És un mal que li va venir de sobte, i va morir incurable». Ella rebia dues vegades per setmana: els homes de lletres els dimarts i les persones de qualitat els dimecres, sense buscar, no obstant això, establir una barrera infranquejable entre tots dos mons, al contrari: desitjava interessar la bona societat en la literatura i mostrar als escriptors els avantatges de freqüentar aquest món; els habituals podien passar sense cap inconvenient d'un dia a l'altre.
Els dimarts començaven al voltant de la una de la tarda. Després del sopar tenien lloc «conferències acadèmiques» sobre un tema filosòfic o literari. Les discussions polítiques o religioses estaven absolutament prohibides. Cada convidat havia d'emetre una opinió personal o llegir alguns passatges dels seus últims treballs i, així, al matí (va escriure l'abat de la Rivière) «els convidats preparaven la ment per a la tarda». L'amfitriona, comparada a la deessa Minerva, conduïa el que la majoria dels crítics anomenaven «una oficina de la ment». Incitava els escriptors a aconseguir la més alta autoritat moral i ajudava a guiar el moviment de les idees cap a noves formes, de manera que de la seva sala d'estar van partir els atacs de Houdar de la Motte contra la regla de les tres unitats, contra els versos o contra Homer, a qui madame Lambert trobava avorrit... cosa que no li impedia rebre a partidaris dels Antics, com Anne Dacier, l'abat Joseph Thoulier d'Olivet o Jean-Baptiste-Henri de Valincour.

Molt poc devota, la marquesa de Lambert va donar suport a les Lettres persanes (Cartes perses), de Montesquieu, i va aconseguir que l'escollissin membre de l'Acadèmia Francesa. Va ser una de les primeres dones del món a obrir la seva porta a comediants com Adrienne Lecouvreur o Michel Baron, i encara que les grans figures del seu saló eren Fontenelle i Houdar de la Motte, també s'hi podia veure Madame d'Aulnoy, la poetessa Catherine Bernard, l'abat de Bragelonne, el jesuïta Claude Buffier, l'abat François-Timoléon de Choisy, Anne Dacier, el matemàtic Jean-Jacques Dortous de Mairan, el sever moralista Fenélon, el «president» Charles-Jean-François Hénault, el comediògraf Pierre de Marivaux, l'abat Nicolas-Hubert Mongault, Montesquieu, l'advocat Louis de Sacy, favorit de l'amfitriona; François-Joseph de Beaupoil, marquès de Sainte-Aulaire, Marguerite de Launay, baronessa Staal; madame de Tencin (que va recollir els convidats de la marquesa a la seva mort el 1733 i se'ls va emportar al seu propi saló) o l'helenista abat Terrasson.

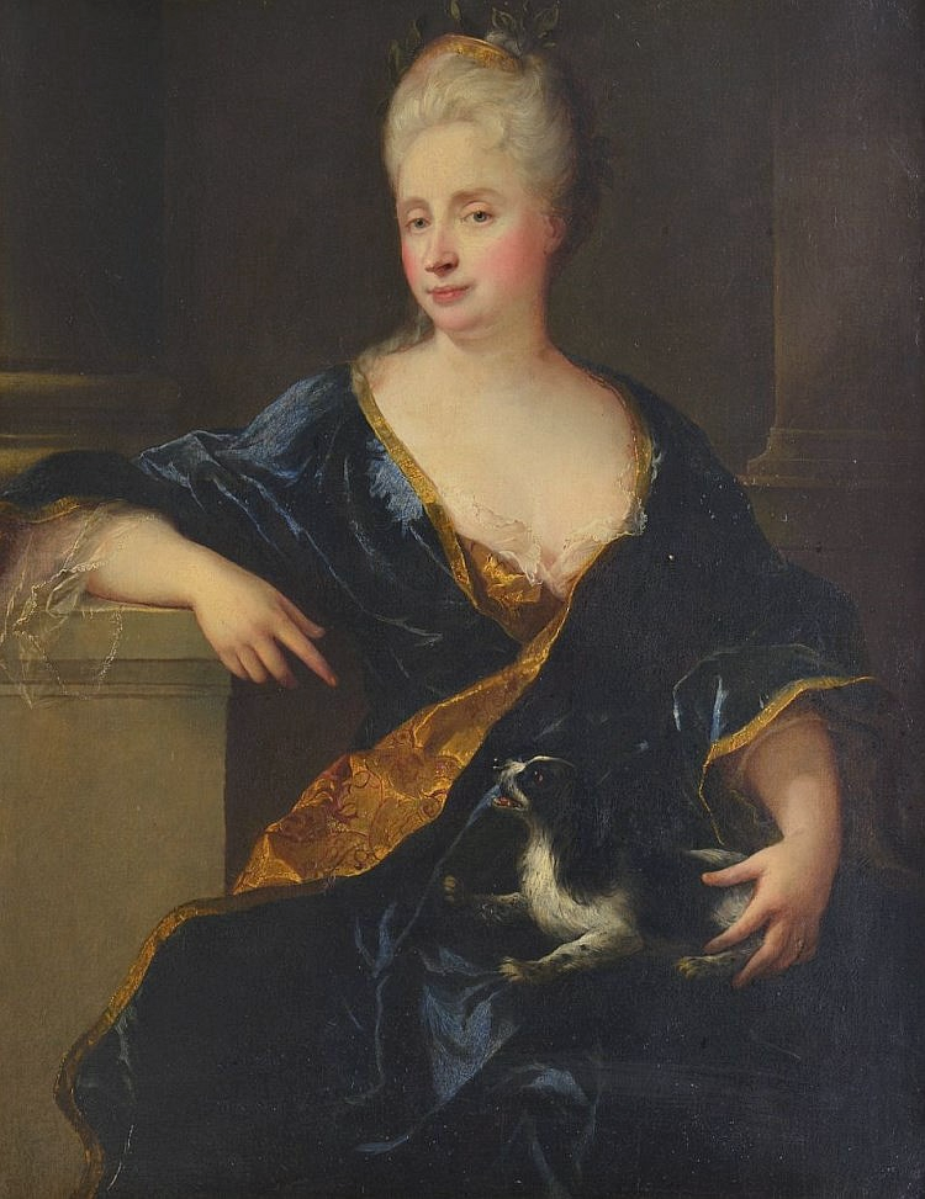
Anne-Thérèse Marguenat de Courcelles, marquesa de Lambert. Oli sobre tela atribuït a François de Troy

El saló de la marquesa de Lambert va ser pràcticament l'avantcambra de l'Acadèmia Francesa. Segons el marquès d'Argenson, tenia la facultat «de nomenar la meitat dels acadèmics». Per a Fontenelle, «estava no sols desitjosa de servir els seus amics sense esperar que li ho demanéssin ni que li haguessin d'exposar les seves necessitats, sinó també de fer una bona acció fins i tot a persones indiferents, intentant-ho sempre amb vivor; calia que les circumstàncies fossin molt contràries perquè ella sucumbís. Algunes malaventures de les seves generositats no van arribar a corregir-la de cap manera, i ella estava sempre igualment disposada a arriscar-se a fer el bé».

## Pensament ètic i estètic
Madame de Lambert s'interessava particularment per les qüestions educatives. Va escriure un Avis d'une mère à són fils (1726) i un Avis d'une mère à sa fille (1728), que estan plenes de noblesa i pensaments elevats, on ella mateixa reconeix el que devia a les màximes de Fénelon: «He trobat en Télémaque els preceptes que he donat al meu fill i en l'Éducation des filles els consells que he donat a la meva filla».
Les seves Réflexions sur les femmes no estaven destinades a la impremta i, quan van ser publicades sobre la base de còpies destinades als amics de l'autora, es va veure vivament afligida i es va creure deshonrada. Va fer comprar una gran part de l'edició per a destruir-la, la qual cosa no va impedir moltes reimpressions clandestines i fins i tot una traducció a l'anglès. Aquest text evoca amb finor les paradoxes de la condició femenina:
He examinat si no es podia treure millor partit de les dones; he trobat autors respectables que han cregut que elles tenien en si mateixes unes qualitats que podien conduir-les a grans coses, com la imaginació, la sensibilitat, el gust; presents que han rebut de la naturalesa. He fet reflexions sobre cadascuna d'aquestes qualitats. Com la sensibilitat les domina i les porta naturalment cap a l'amor, he buscat si no es podia de cap manera salvar-les dels inconvenients d'aquesta passió, separant el plaer del que es diu vici. He, doncs, imaginat una Metafísica de l'amor: que la practiqui qui pugui.
En el seu feminisme incipient, fa observar com la doctrina antiga, provinent dels clàssics, conté una sospitosa ideologia de gènere, perquè els tractats sobre la vida virtuosa, que han de conduir a una vida feliç, no són el mateix en el cas dels homes que en el de les dones. Sense rebutjar els atractius de la feminitat, l'autora es pronuncia contra la inanitat i escassetat de l'educació de les dones, retraient a Molière «haver lligat al saber la vergonya que hi havia a repartir el vici». O, estima ella, la vacuïtat interior que condueix a la depravació moral: una educació rellevant és, doncs, una salvaguarda contra el vici.
Va publicar, a més, diversos tractats (De l'Amitié, De la Vieillesse...) i alguns retrats i discursos redactats per als seus hostes. Tenia un veritable talent per a forjar màximes i donar-los un to nou i original: «Està sempre ben pensat –escriu Sainte-Beuve– però està encara més ben dit». Pecant, no obstant això, per excés de recerca, mostra sovint energia i concisió. Els seus escrits destaquen, segons Fontenelle, «pel to amable de virtut que regna allí per onsevulla» i, segons Auger, «per la puresa de l'estil i de la moral, l'elevació dels sentiments, la finor de les observacions i de les idees».
La marquesa de Lambert no era devota, encara que condemnés l'ateisme com de mal to: «La religió de Madame de Lambert –adverteix Sainte-Beuve– és més aviat una forma mental que una font interna que brolla del cor habitualment o una revelació positiva». Per tant, anuncia la Il·lustració i les seves idees filosòfiques.

## Obres[5]
- Œuvres Lausanne, 1748; 1751; ed. de Louis Simon Auger, 1808; ed. de Robert Granderoute, Paris, Librairie Honoré Champion, 1990.
- Lettre de madame la Marquise de ***, sur les Fables Nouvelles. Avec la réponse servant d'apologie, Paris, 1719. És una crítica a les Fables Nouvelles d'Antoine Houdar de la Motte.
- Avis d'une mère à són fils, Paris, 1726, in-12
- Réflexions nouvelles sur les femmes, ou Métaphysique d'amour, Paris, 1727, (reimpr. a la Haia, 1729; Londres, J. P. Coderc, 1730.
- Avis d'une mère à sa fille, 1728
- Traité de l'Amitié, 1732
- Traité de la Vieillesse, 1732
- Lettres à diverses personnes, Paris, 1748
- Lettres sur la véritable éducation (Amsterdam, 1729). Es tracta d'una reimpressió conjunta del Avis d'une mère à són fils i del Avis d'une mère à sa fille
- Psyché, en grec Âme, inèdita
- La Femme ermite, novel·la inèdita.
- Portraits, inèdits.
- Dialogues, inèdits.
- Discours, inèdits.